# Stanisław Krauss (wojskowy)
Stanisław Krauss (ur. 8 lipca 1897 w Kałuszu, zm. po 5 sierpnia 1934) – major dyplomowany piechoty Wojska Polskiego, kawaler Orderu Virtuti Militari, niemiecki szpieg.

## Życiorys
Urodził się 8 lipca 1897 w Kałuszu, ówczesnym mieście powiatowym Królestwa Galicji i Lodomerii, w rodzinie Kazimierza.
16 sierpnia 1914, jako uczeń VII klasy szkoły realnej, razem z innymi ochotnikami ze Lwowa i powiatu lwowskiego, wstąpił do Legionów Polskich. Służył jako sierżant w 10. kompanii III batalionu 3 Pułku Piechoty. W lipcu 1917, po kryzysie przysięgowym, wstąpił do Polskiego Korpusu Posiłkowego. Po bitwie pod Rarańczą (15/16 lutego 1918) służył w II Korpusie Polskim w Rosji.
15 listopada 1918 jako chorąży byłego II Korpusu Polski i byłego Polskiego Korpusu Posiłkowego został przyjęty do Wojska Polskiego, mianowany podporucznikiem i przydzielony do Okręgowego Pułku Piechoty w Siedlcach, późniejszego 22 Pułku Piechoty. Później został przeniesiony do Batalionu Zapasowego 22 pp, a 7 sierpnia 1919 zatwierdzony na stanowisku dowódcy 2. kompanii. 27 listopada 1919 został przeniesiony z Obozu Ćwiczeń nr I w Przemyślu do 22 pp z równoczesnym odkomenderowaniem do Departamentu I Ministerstwa Spraw Wojskowych.
1 czerwca 1921 pełnił służbę w 29 Pułku Piechoty w Kaliszu. 3 maja 1922 został zweryfikowany w stopniu kapitana ze starszeństwem z 1 czerwca 1919 i 1752. lokatą w korpusie oficerów piechoty. Z dniem 1 listopada 1924 został przydzielony z macierzystego pułku do Wyższej Szkoły Wojennej w Warszawie, w charakterze słuchacza Kursu normalnego 1924/26. Z dniem 11 października 1926, po ukończeniu kursu i otrzymaniu dyplomu naukowego oficera Sztabu Generalnego, został przydzielony do Dowództwa Okręgu Korpusu Nr VI we Lwowie. 27 stycznia 1930 został mianowany majorem ze starszeństwem z 1 stycznia 1930 i 84. lokatą w korpusie oficerów piechoty. Z dniem 15 września 1930 został przeniesiony do 14 Pułku Piechoty we Włocławku na stanowisko dowódcy batalionu. 15 kwietnia 1931 wykazany w 71 Pułku Piechoty w Zambrowie.
Od początku 1928 do czerwca 1930 we Lwowie przywłaszczył sobie od różnych oficerów i instytucji wojskowych około 35 tys. złotych. W połowie października 1930 nie powrócił z miesięcznego urlopu i zdezerterował. W trakcie prowadzonego postępowania ustalono, że major Krauss trafił do Belgii, ale przebywał również w Paryżu. W czasie przeszukania jego mieszkania ujawniono kopie tajnych dokumentów. W listopadzie 1930 było już pewnym, że major Krauss prowadził działalność szpiegowską na rzecz Niemiec. W następnym miesiącu zwrócono się do władz belgijskich i francuskich o ekstradycję majora Kraussa, lecz wniosek ten nie został pozytywnie załatwiony. Wiosną 1934 wywiad francuski zatrzymał majora Kraussa, występującego jako Georg Tworyt vel Sybert, w związku z podejrzeniem o kierowanie niemiecką siatką szpiegowską. 5 sierpnia 1934, po trzymiesięcznym procesie, francuski sąd skazał majora Kraussa na karę pięciu lat bezwarunkowego więzienia. Dodatkowo został on ukarany grzywną w wysokości 500 franków.

## Ordery i odznaczenia
- Krzyż Srebrny Orderu Wojskowego Virtuti Militari nr 7392[17] – 17 maja 1922[18][19][20][21][22]
- Krzyż Walecznych dwukrotnie[23][24][25]
- Srebrny Krzyż Zasługi – 3 sierpnia 1928 „za zasługi na polu wyszkolenia wojska”[26][27]
- francuski Medal Pamiątkowy Wielkiej Wojny[23][24]
- Srebrny Medal Waleczności 1 klasy[17]

27 września 1932 Komitet Krzyża i Medalu Niepodległości odrzucił wniosek o nadanie mu tego odznaczenia.